# Za winy brata
Za winy brata (Bracia Gromscy) – polsko-austriacki niemy film obyczajowy (dramat) z 1921 roku w reżyserii Aleksandra Reicha. Żadna kopia filmu się nie zachowała.
Zdjęcia do produkcji kręcono w Warszawie oraz w Wiedniu. Za granicą film uznawany jest za produkcję wyłącznie austriacką.

## Fabuła
Po śmierci znanego aktora Gromskiego jego synowie – Stefan i Karol – przyjeżdżają na prowincję na zaproszenie kupca Koryckiego, przyjaciela ich ojca. Karol podejmuje pracę, natomiast bawidamek Stefan uwodzi jednocześnie dwie kobiety: żonę Koryckiego Helenę oraz Lenę – aktorkę i córkę dyrektora teatru. Dzięki protekcji tej drugiej udaje mu się otrzymać angaż. Kiedy brakuje mu pieniędzy na kosztowne prezenty, kradnie je z kasy kupca. Podejrzenie popełnienia przestępstwa pada na Karola, który zostaje aresztowany. Stefan nie wie jednak, że świadkiem kradzieży była Helena. Kiedy kobieta wyznaje mu, że wie o jego winie, Stefan morduje najpierw ją, a potem sam – przerażony i zrozpaczony – odbiera sobie życie. Po śmierci żony Korycki dowiaduje się z jej listów, że Karol jest niewinny. Mężczyzna zostaje zwolniony, a następnie żeni się z Niną – dziewczyną, której kiedyś uratował życie.

## Obsada
- Maria Dulęba – Helena Korycka
- Antoni Piekarski – Korycki, mąż Heleny
- Helena Gromnicka – Lena
- Juliusz Osterwa – Stefan Gromski
- Stefan Jaracz – Karol Gromski
- Józef Zieliński – włóczęga